# Umweltaktionsprogramm der Europäischen Union
Mit einem Umweltaktionsprogramm (UAP, englisch environment action programme, EAP) legt die Europäische Union jeweils für mehrere Jahre den Rahmen und die mittelfristigen Zielsetzungen der europäischen Umweltpolitik fest.
Die rechtliche Grundlage für die Umweltaktionsprogramme bildet Art. 192 Abs. 3 AEU-Vertrag. Die Programme werden nach dem ordentlichen Gesetzgebungsverfahren von Europäischem Parlament und Rat der Europäischen Union nach Anhörung des Europäischen Wirtschafts- und Sozialausschusses sowie des Ausschusses der Regionen erlassen.

## Entwicklung der Umweltaktionsprogramme
Die ersten beiden Umweltaktionsprogramme legten ihr Hauptaugenmerk auf die Umweltmedien Wasser und Luft, sie adressierten insbesondere Trinkwasserqualität, Gewässerreinhaltung und Luftqualität. Mit dem dritten Umweltaktionsprogramm näherte sich die Europäische Gemeinschaft dem Thema Nachhaltigkeit und begann, Umweltstandards in Form von Mindestwerten festzulegen. Mit dem fünften Umweltaktionsprogramm erweiterte die Europäische Gemeinschaft ihr umweltpolitisches Instrumentarium: Lag bis dahin ihr Schwerpunkt auf legislativen Maßnahmen, so kamen nun ökonomische Instrumente, finanzielle Hilfen und sogenannte horizontale Werkzeuge wie Bildung, Forschung oder umweltbezogene Information für Konsumenten hinzu.

### Erstes Umweltaktionsprogramm (1973–1976)
Das erste Umweltaktionsprogramm der Europäischen Wirtschaftsgemeinschaft wurde 1973 verabschiedet. Die Erklärung des Rates der Europäischen Gemeinschaften vom 22. November 1973 über ein Aktionsprogramm der Europäischen Gemeinschaften für den Umweltschutz basiert auf dem 1972 auf dem Gipfel von Paris verkündeten Willen der Staats- und Regierungschefs der europäischen Mitgliedsstaaten, den Lebensstandard, die Lebensbedingungen und die Lebensqualität zu verbessern. Das Vorsorgeprinzip, nach dem die Vermeidung von Umweltbelastungen besser ist als die nachträgliche Bekämpfung der Auswirkungen, war ein Kernaspekt des ersten UAP.

### Zweites Umweltaktionsprogramm (1977–1981)
Das zweite, am 17. Mai 1977 beschlossene Umweltaktionsprogramm schrieb die Ziele des ersten UAP mit fünf Orientierungsgrundsätzen fort:
1. Kontinuität in der Umweltpolitik
2. Schaffung von Mechanismen für ein präventives Vorgehen insbesondere auf den Gebieten Verschmutzung, Raumplanung und Abfallwirtschaft
3. Schutz und rationelle Nutzung des Lebensraumes
4. Vorrang für Maßnahmen zum Schutz der Binnengewässer und des Meeres, zur Bekämpfung der Luftverschmutzung sowie den Kampf gegen den Lärm
5. Berücksichtigung der Umweltaspekte bei der Zusammenarbeit zwischen der Europäischen Gemeinschaft und den Entwicklungsländern.

### Drittes Umweltaktionsprogramm (1982–1986)
Mit dem dritten Umweltaktionsprogramm (beschlossen am 7. Februar 1983) wurde erstmals auch die schonende Nutzung der natürlichen Ressourcen als neues Ziel in die Umweltpolitik mit aufgenommen.

### Viertes Umweltaktionsprogramm (1987–1992)
Am 19. Oktober 1987 beschloss der Rat das vierte Umweltaktionsprogramm, nachdem wenige Monate zuvor die Einheitliche Europäische Akte in Kraft getreten war, die die umweltpolitischen Befugnisse der Europäischen Gemeinschaft deutlich erweitert hatte. Da durch die Umsetzung des Europäischen Binnenmarkts die Möglichkeit nationaler Umweltnormen und Grenzwerte eingeschränkt wurde, sollten nun stattdessen mehr europaweite Normen zum Umweltschutz eingeführt werden. Darüber hinaus sollen auch die europäischen Bürger für den Umweltschutz sensibilisiert werden: 1987 wurde zum Europäischen Jahr des Umweltschutzes erklärt.

### Fünftes Umweltaktionsprogramm (1992–2000)
Aus einem 1992 veröffentlichten Bericht über den Zustand der Umwelt ging hervor, dass trotz der bis dahin verabschiedeten vier Umweltaktionsprogramme, sich der Zustand der Umwelt in verschiedenen Bereichen, u. a. Luft, Gewässer, Artenvielfalt, verschlechtert hatte. Basierend auf diesem Bericht setzte sich das am 1. Februar 1993 beschlossene fünfte Umweltaktionsprogramm das Ziel, „das Wachstumsmodell der Gemeinschaft in einer Weise zu verändern, daß ein Weg hin zu einer dauerhaften und umweltgerechten Entwicklung beschritten wird“. Es wurde parallel zur Konferenz von Rio 1992 und der Agenda 21 ausgearbeitet und war die erste Initiative der Europäischen Kommission im Bereich der nachhaltigen Entwicklung. Zugleich war es das erste Umweltaktionsprogramm mit einem Namen: Für eine dauerhafte und umweltgerechte Entwicklung.
Mit dem Programm wurden neben vier weiteren Zielen Strategien für sieben umweltbezogene Prioritäten (globale Erwärmung, Übersäuerung, Artenschutz, Wasserwirtschaft, städtische Umwelt, Küstengebiete und Abfallwirtschaft) vorgeschlagen. Allerdings fehlten dem fünften Umweltaktionsprogramm quantifizierbare Ziele und Monitoringmechanismen. Bei der Überprüfung des Plans im Jahr 1996 hat die Europäische Kommission das Fehlen konkreter Zielsetzungen und das mangelnde Engagement der Mitgliedstaaten als die größten Schwächen des Programms identifiziert.

### Sechstes Umweltaktionsprogramm (2002–2012)
Am 22. Juli 2002 wurde das sechste Umweltaktionsprogramm (Unsere Zukunft liegt in unserer Hand) beschlossen. Es war das erste UAP, das aus dem Mitentscheidungsverfahren von EU-Parlament und -Rat hervorging. Das bis zum 21. Juli 2012 geltende Programm benannte vier thematische Schwerpunktbereiche der aktuellen europäischen Umweltpolitik:
- Bekämpfung der Klimaänderungen: Reduktion der Treibhausgasemissionen im Zeitraum 2008–2012 um 8 %, sowie eine radikale Verringerung der weltweiten Emissionen um 20 bis 40 % bis 2020
- Schutz der Natur und der biologischen Vielfalt: Unter anderem Schutz von Landschaften, neue Initiativen zum Schutz der Meeresumwelt
- Umwelt, Gesundheit und Lebensqualität: Unter anderem grundsätzliche Überarbeitung des Risikobewertungssystems der EU für Chemikalien, Bekämpfung der Lärmbelastung, eine spezifische Strategie zur Verbesserung der Luftqualität
- Nachhaltige Nutzung und Bewirtschaftung der natürlichen Ressourcen und des Abfalls

Mit Ausnahme des Ziels der Bekämpfung des Klimawandels fehlen dem sechsten Umweltaktionsprogramm wiederum quantifizierbare Ziele. Stattdessen sieht das sechste Umweltaktionsprogramm erstmals thematische Strategien zur Umsetzung des Programms vor. Die thematischen Strategien sollten innerhalb von drei Jahren nach Annahme des Programms verabschiedet werden, sollten quantifizierte Ziele enthalten und waren gedacht als Rahmen, in dem konkrete Maßnahmen entwickelt und angenommen werden sollten. Zu folgenden Themen wurden Strategien vorgesehen:
- zur Luftreinhaltung (Clean Air for Europe),
- zur Meeresumwelt,
- zur Abfallvermeidung und zum Recycling,
- zur nachhaltigen Nutzung natürlicher Ressourcen,
- zur städtischen Umwelt,
- zum Bodenschutz und
- zur nachhaltigen Nutzung von Pestiziden.

Tatsächlich wurden die Strategien aber nicht nur als Rahmen, sondern zunehmend als eigene Instrumente angesehen. Die meisten Strategien wurden nicht innerhalb der vorgesehenen Dreijahresfrist verabschiedet; die letzte mit über einem Jahr Verspätung war die zum Bodenschutz im September 2006. Eine wesentliche Ursache waren Befürchtungen von Kommissionspräsident José Manuel Barroso und Vizepräsident Günter Verheugen, dass die Strategien zu Kostensteigerungen führen und die Wettbewerbsfähigkeit der EU beeinträchtigen könnten. Die Verzögerungen gefährdeten rechtzeitige Vorschläge für konkrete Initiativen zur Umsetzung des UAP, die bis Juli 2006 erfolgen sollten.
Bis 2010 sollten in der europäischen Gemeinschaft einheitliche Luftqualitätsstandards umgesetzt und die jeweiligen Gesetzgebungen der Mitgliedstaaten aufeinander abgestimmt werden. Die EU-Kommission legte deshalb 2005 den „Richtlinienvorschlag über die Luftqualität und saubere Luft in Europa“ und eine „Thematischen Strategie über Luftverschmutzung (CAFE, Clean Air for Europe)“ vor. Der überarbeitete Richtlinienvorschlag trat 2008 als Richtlinie 2008/50/EG über Luftqualität und saubere Luft für Europa in Kraft und bildete das neue zentrale rechtliche Instrument für Luftqualität in der EU.

### Siebtes Umweltaktionsprogramm (2013–2020)
Das am 20. November 2013 beschlossene siebte Umweltaktionsprogramm mit dem Titel „Gut leben innerhalb der Belastbarkeitsgrenzen unseres Planeten“ läuft bis 2020 und bietet in seinen Zielen einen Ausblick bis 2050. Es umfasst neun thematische Prioritäten:
1. Schutz, Erhaltung und Verbesserung des Naturkapitals der Union;
2. Übergang der Union zu einer ressourceneffizienten, umweltschonenden und wettbewerbsfähigen CO2-armen Wirtschaftsweise;
3. Schutz der Unionsbürger vor umweltbedingten Belastungen, Gesundheitsrisiken und Risiken für die Lebensqualität;
4. Maximierung der Vorteile aus dem Umweltrecht der Union durch verbesserte Umsetzung;
5. Verbesserung der Wissens- und Faktengrundlage für die Umweltpolitik der Union;
6. Sicherung von Investitionen für Umwelt- und Klimapolitik und Berücksichtigung von externen Umweltkosten;
7. Verbesserung der Einbeziehung von Umweltbelangen und der Politikkohärenz;
8. Förderung der Nachhaltigkeit der Städte in der Union;
9. Verbesserung der Fähigkeit der Union, wirksam auf internationale Umwelt- und Klimaprobleme einzugehen.[10]

### Achtes Umweltaktionsprogramm (2020–2030)
Das achte Umweltaktionsprogramm trat Anfang Mai 2020 als Beschluss (EU) 2022/591 in Kraft und gilt bis 2030.
Es orientiert sich am European Green Deal und umfasst sechs Kernziele:
- die Minderungsziele für Treibhausgasemissionen bis 2030 und 2050; im Jahr 2050 will die EU klimaneutral sein
- die Anpassungsfähigkeit an den Klimawandel verbessern,
- Wirtschaftswachstum von Ressourcennutzung und Umweltzerstörung entkoppeln, schneller zu einer Kreislaufwirtschaft übergehen,
- eine Null-Schadstoff-Strategie und Gesundheitsschutz,
- die Biodiversität schützen und das Naturkapital verbessern
- die Umwelt- und Klimabelastungen reduzieren, die durch Produktion und Konsum verursacht werden.

Um diese Ziele zu erreichen, will die EU ihren Material- und Verbrauchsfußabdruck verringern (→ Ökologischer Fußabdruck), auf positive Anreize setzen und umweltschädliche Subventionen abschaffen. Im Jahr 2024 sollen die Fortschritte auf das Erreichen der Ziele überprüft werden.
Am 13. März 2024 hat die Europäische Kommission einen Bericht zur Halbzeitüberprüfung des 8. Umweltaktionsprogramms vorgelegt. Die Prüfung ergab, dass die Maßnahmen der EU bereits zu Fortschritten geführt haben, insbesondere bei der Verringerung der Treibhausgasemissionen, der Verbesserung der Luftqualität und der Mobilisierung von Finanzmitteln für den grünen Wandel. Die Ziele für 2030 können erreicht werden können, wenn die Mitgliedstaaten ihren Verpflichtungen zur Umsetzung der politischen Maßnahmen und der Rechtsvorschriften nachkommen. Allerdings sind zusätzliche Anstrengungen erforderlich, um zu einer nachhaltigen Produktion und einem nachhaltigen Verbrauch überzugehen.

## Tabellarische Übersicht
| UAP-Nr. | Titel                                                          | Laufzeit  | Wichtige Ziele, Bemerkungen | Quelle                                                                             |
| ------- | -------------------------------------------------------------- | --------- | --- | ---------------------------------------------------------------------------------- |
| 1       | -                                                              | 1973–1976 | Verbesserung der Lebensqualität, u. a. durch Vermeidung von Umweltbelastungen                                                                         | Amtsblatt der Europäischen Gemeinschaften. C, Nr. 112, 20. Dezember 1973, S. 1–53  |
| 2       | -                                                              | 1977–1981 | Fortschreibung der Ziele des 1. UAP; detailliertere Beschreibung der Umweltbelastungen                                                                | Amtsblatt der Europäischen Gemeinschaften. C, Nr. 139, 13. Juni 1977, S. 1–46      |
| 3       | -                                                              | 1982–1986 | Fortschreibung der Ziele des 1. bzw. 2. UAP; Schonung der natürlichen Ressourcen als neues Ziel; vorbeugender Charakter der Umweltpolitik wird betont | Amtsblatt der Europäischen Gemeinschaften. C, Nr. 46, 17. Februar 1983, S. 1–16    |
| 4       | -                                                              | 1987–1992 | Fortschreibung der bisherigen Ziele; Einbindung der Umweltpolitik in alle Politikbereiche; Sensibilisierung der Bevölkerung für Umweltschutz          | Amtsblatt der Europäischen Gemeinschaften. C, Nr. 328, 7. Dezember 1987, S. 1–44   |
| 5       | Für eine dauerhafte und umweltgerechte Entwicklung             | 1992–2000 | Die Nachhaltige Entwicklung wird neu aufgenommen; Beschränkung auf Schwerpunktbereiche                                                                | Amtsblatt der Europäischen Gemeinschaften. C, Nr. 138, 17. Mai 1993, S. 1–98       |
| 6       | Unsere Zukunft liegt in unserer Hand                           | 2002–2012 | Verursacher- und Vorsorgeprinzip werden stärker betont; Aktionsbereiche werden definiert; Einführung thematischer Strategien                          | Amtsblatt der Europäischen Gemeinschaften. L, Nr. 242, 10. September 2002, S. 1–15 |
| 7       | Gut leben innerhalb der Belastbarkeitsgrenzen unseres Planeten | 2013–2020 | bezieht sich auf das 2009 vorgestellte Konzept der planetaren Grenzen                                                                                 | Amtsblatt der Europäischen Union. L, Nr. 354, 28. Dezember 2013, S. 171–200        |
| 8       | -                                                              | 2020–2030 | den grünen Wandel auf eine gerechte und faire Weise zu beschleunigen                                                                                  | Amtsblatt der Europäischen Union. L, Nr. 114, 12. April 2022, S. 2022–2036         |